# Список эпизодов телесериала «Штамм»
Список эпизодов американского драматического телесериала «Штамм», премьера которого состоялась на FX 13 июля 2014 года.

## Обзор сезонов
| Сезон | Сезон | Эпизоды | Эпизоды | Оригинальная дата показа | Оригинальная дата показа |
| Сезон | Сезон | Эпизоды | Эпизоды | Премьера сезона          | Финал сезона             |
| ----- | ----- | ------- | ------- | ------------------------ | ------------------------ |
|       | 1     | 13      | 13      | 13 июля 2014             | 5 октября 2014           |
|       | 2     | 13      | 13      | 12 июля 2015             | 4 октября 2015           |
|       | 3     | 10      | 10      | 28 августа 2016          | 30 октября 2016          |
|       | 4     | 10      | 10      | 16 июля 2017             | 17 сентября 2017         |

## Список серий

### Сезон 1 (2014)
| № общий | № в сезоне | Название                                      | Режиссёр           | Автор сценария                             | Дата премьеры    | Зрители в США (млн) |
| --- | ---------- | --------------------------------------------- | ------------------ | ------------------------------------------ | ---------------- | ------------------- |
| 1 | 1          | «Начало» «Night Zero»                         | Гильермо дель Торо | Гильермо дель Торо и Чак Хоган             | 13 июля 2014     | 2,99                |
| Самолет с пассажирами приземляется в аэропорту им. Кеннеди с выключенным светом и закрытыми дверями. Эпидемиолог доктор Эфраим Гудвезер (Столл) и его команда отправляются на разведку. На борту они находят около двухсот трупов и четырех выживших. Ситуация ухудшается, когда тела умерших начинают исчезать из моргов. Гудвезер и небольшая группа помощников пытается бороться с древней угрозой, чтобы спасти не только себя и своих близких, но и весь город. |            |                                               |                    |                                            |                  |                     |
| 2 | 2          | «Ящик» «The Box»                              | Дэвид Семел        | Дэвид Уиддл и Брэдли Томпсон               | 20 июля 2014     | 2,12                |
| Четверо выживших начинают проявлять странные симптомы, но попытке Эфраима и Норы изолировать их мешают, когда разворачивается кампания по распространению дезинформации. Между тем в тюрьме к Сетракяну неожиданно приходит старый знакомый. |            |                                               |                    |                                            |                  |                     |
| 3 | 3          | «Процесс пошёл» «Gone Smooth»                 | Дэвид Семел        | Чак Хоган                                  | 27 июля 2014     | 2,30                |
| Пытаясь спасти жизнь капитана Редферна, Эф и Нора сталкиваются с ужасающими последствиями вируса. В связи с участившимися случаями нападений крыс Фет понимает, что в городской канализации творится что-то неладное. Тем временем, избежав наказания, Сетракян готовит безжалостный план, чтобы не допустить распространения болезни. |            |                                               |                    |                                            |                  |                     |
| 4 | 4          | «Не для всех» «It's Not for Everyone»         | Кит Гордон         | Реджина Коррадо                            | 3 августа 2014   | 2,27                |
| Результаты вскрытия показали, что мистический вирус поражает организм с невероятной скоростью. Обстоятельства вынуждают Джима признаться в своем предательстве. Эф и Нора пытаются найти отца девочки с проклятого рейса, однако кто-то другой добрался до мистера Арно раньше них. Находясь на грани безумия, Ансель идет на отчаянный шаг, чтобы спасти свою семью.                                                                                                |            |                                               |                    |                                            |                  |                     |
| 5 | 5          | «Сбежавшие» «Runaways»                        | Питер Уэллер       | Дженнифер Хатчинсон                        | 10 августа 2014  | 2,03                |
| После исчезновения Норы, Эф присоединяется к Седракяну. Вместе они пытаются собрать достаточно доказательств, чтобы объявить карантин по всему городу. В туннелях метро Фет сталкивается с непонятными существами. Службы скорой помощи ставят под угрозу план хозяина Палмера. |            |                                               |                    |                                            |                  |                     |
| 6 | 6          | «Затмение» «Occultation»                      | Питер Уэллер       | Джастин Бритт-Гибсон                       | 17 августа 2014  | 2,28                |
| Агенты ФБР арестовывают Эфа, однако он успевает предупредить Келли о наступающей эпидемии и просит её уехать с Заком из города. Гасу придется выполнить последнее задание Айхорста, а Сетракян с ужасом понимает, что приближающееся затмение знаменует собой не только стремительное распространение вируса, но и начало конца... |            |                                               |                    |                                            |                  |                     |
| 7 | 7          | «За оказанные услуги» «For Services Rendered» | Шарлотта Зилинг    | Дэвид Уиддл и Брэдли Томпсон               | 24 августа 2014  | 2,43                |
| Сетракян, Эф и Нора разрабатывают план разыскать Повелителя, используя Джима как приманку. Раскрывается прошлое Айхорста и Сетракяна. В доме Луссов Неева пытается защитить детей, сталкиваясь с таинственным незнакомцем, помощь которого может обернуться бедой. |            |                                               |                    |                                            |                  |                     |
| 8 | 8          | «Создания ночи» «Creatures of the Night»      | Гай Ферленд        | Чак Хоган                                  | 31 августа 2014  | 1,91                |
| Увидев силу ультрафиолетового света против стригоев, Сетракян находит нового и неожиданного последователя. Поездка в Бруклинский магазин превращается в смертельную осаду на всю ночь.Во время этой осады погибает Джим. |            |                                               |                    |                                            |                  |                     |
| 9 | 9          | «Исчезнувшие» «The Disappeared»               | Шарлотта Зилинг    | Реджина Коррадо                            | 7 сентября 2014  | 1,87                |
| Эф спешит защитить свою семью, но узнаёт, что Келли пропала. Сетракян вспоминает новые ужасающие отголоски прошлого. Датч раскрывает свою роль в плане Палмера, а Гас вынужден принять трудное решение насчет Феликса,убив его.Нора скорбит по Джиму,виня во всем Фета. |            |                                               |                    |                                            |                  |                     |
| 10 | 10         | «Любимые» «Loved Ones»                        | Джон Дал           | Дженнифер Хатчинсон                        | 14 сентября 2014 | 2,22                |
| Эф пытается выяснить куда пропала его бывшая жена Келли, но не может поверить в то, что выясняется. У Датча в планах ответные меры, направленные на Палмера. Фитцуильям принимает достаточно неожиданное решение. |            |                                               |                    |                                            |                  |                     |
| 11 | 11         | «Контактный рельс» «The Third Rail»           | Деран Сарафян      | Джастин Бритт-Гибсон и Чак Хоган           | 21 сентября 2014 | 2,28                |
| Эф, Фет и Нора, возглавляемые Сетракьяном, отправляются на поиски логова Хозяина. Зак, оставленный с Мариэлой в ломбарде, рискует своей жизнью, чтобы защитить её. |            |                                               |                    |                                            |                  |                     |
| 12 | 12         | «Отпевание» «Last Rites»                      | Питер Уэллер       | Карлтон Кьюз, Дэвид Уиддл и Брэдли Томпсон | 28 сентября 2014 | 1,97                |
| Датч возвращается с планом как передать предупреждение Эфа о вампирской чуме. Однако они сталкиваются с новой угрозой, когда Айхорст атакует ломбард. У Палмера особый посетитель, а Гас готовится к надвигающемуся сражению, но обнаруживает, что в действии другой таинственный фактор. |            |                                               |                    |                                            |                  |                     |
| 13 | 13         | «Хозяин» «The Master»                         | Фил Абрахам        | Карлтон Кьюз и Чак Хоган                   | 5 октября 2014   | 2,09                |
| Эф вместе с Фетом отправляются на разведку, чтобы нанести сокрушающий удар. Сетракьян утверждает, что после этой атаки с Хозяином будет покончено раз и навсегда. Гас принимает стороны новой силы, которая может привести это сражение к достаточно непредвиденным последствиям. |            |                                               |                    |                                            |                  |                     |

### Сезон 2 (2015)
| № общий | № в сезоне | Название                                      | Режиссёр                                                                               | Автор сценария                 | Дата премьеры    | Зрители в США (млн) |
| --- | ---------- | --------------------------------------------- | -------------------------------------------------------------------------------------- | ------------------------------ | ---------------- | ------------------- |
| 14 | 1          | «Бруклин, Нью-Йорк» «BK, N.Y.»                | Грегори Хоблит Гильермо дель Торо (пролог)                                             | Карлтон Кьюз и Чак Хоган       | 12 июля 2015     | 1,66                |
| Нора и Эф разрабатывают биологическое оружие, которое поможет убивать стригоев. Сетракян, ради поиска информации о тайном месте, рискует жизнями всей группы. Мастер приступает ко второй фазе своего плана и создает новую породу вампиров, а контроль над ними передает Келли.                                                 |            |                                               |                                                                                        |                                |                  |                     |
| 15 | 2          | «Любой ценой» «By Any Means»                  | Т. Дж. Скотт                                                                           | Брэдли Томпсон и Дэвид Уиддл   | 19 июля 2015     | 1,63                |
| Нора и Эф проводят эксперименты на новых зараженных пациентах. Фет и Датч становятся ближе в то время, как занимаются зачисткой ближайших домов. Келли охотится на Зака. |            |                                               |                                                                                        |                                |                  |                     |
| 16 | 3          | «Непокорный рубеж» «Fort Defiance»            | Гай Ферленд                                                                            | Реджина Коррадо                | 26 июля 2015     | 1,47                |
| Вон и Гас атакуют Палмера, в то время как Эф не может связаться с Заком. Юстина Фаральдо планирует установить во всех районах свою уничтожающую политику. |            |                                               |                                                                                        |                                |                  |                     |
| 17 | 4          | «Серебряный ангел» «The Silver Angel»         | Дж. Майлз Дэйл Гильермо дель Торо (фильм-вставка «Серебряный ангел против Князя Тьмы») | Чак Хоган                      | 2 августа 2015   | 1,38                |
| Нора и Эф наконец могут лицезреть смертоносный вирус в действии. Фэт берет в свои руки безопасность района Ред-Хук. Сетракьян в компании с Датч направляется в Статен-Айленд для того, чтобы получить от Фитцуилльяма ответы на интересующие их вопросы.                                                                         |            |                                               |                                                                                        |                                |                  |                     |
| 18 | 5          | «Быстро и безболезненно» «Quick and Painless» | Дж. Майлз Дэйл                                                                         | Элизабет Энн Фанг              | 9 августа 2015   | 1,26                |
| Эф принимает решение изменить свою внешность, чтобы благополучно покинуть город. Нора принимает роль матери для Зака, чему он лично противится. Нора и Датч договариваются с Юстиной ради освобождения Фета, который находится в тюрьме.                                                                                         |            |                                               |                                                                                        |                                |                  |                     |
| 19 | 6          | «Облик» «Identity»                            | Ховард Дойч                                                                            | Джастин Бритт-Гибсон           | 16 августа 2015  | 1,44                |
| У Эфа появляется мысль, как создать и распространить по городу био-оружие. Гас понимает, что Энджел может быть союзником. С Заком и Норой появляется Келли. |            |                                               |                                                                                        |                                |                  |                     |
| 20 | 7          | «Рождённый» «The Born»                        | Ховард Дойч                                                                            | Чак Хоган                      | 23 августа 2015  | 0,95                |
| Сетракян с Фетом используют информацию полученную от Фитцуилльяма для нападения на Хозяина. Но несмотря на безупречный, по их мнению план, появляется таинственный новый игрок. Датч сталкивается с неожиданным гостем. Эф возвращается обратно, разочарованный, но готов преследовать того, кто виновен в убийстве его близких. |            |                                               |                                                                                        |                                |                  |                     |
| 21 | 8          | «Вторжение» «Intruders»                       | Кевин Даулинг                                                                          | Дэвид Уиддл и Брэдли Томпсон   | 30 августа 2015  | 1,36                |
| Эф должен защитить Зака от неожиданного злоумышленника. Фет и Сетракян намереваются приобрести Люмен, но обнаруживают, что они не единственные покупатели. |            |                                               |                                                                                        |                                |                  |                     |
| 22 | 9          | «Битва за Рэд Хук» «The Battle for Red Hook»  | Кевин Даулинг                                                                          | Реджина Коррадо                | 6 сентября 2015  | 1,15                |
| Юстина принимает решительные меры, чтобы противостоять неожиданному вторжению. Нора и Фет выполняют полезное задание, в то время как Эф и Сетракян мерятся силами со старым врагом. |            |                                               |                                                                                        |                                |                  |                     |
| 23 | 10         | «Убийца» «The Assassin»                       | Фил Абрахам                                                                            | Элизабет Энн Фанг              | 13 сентября 2015 | 1,30                |
| Эф и Датч работают вместе, чтобы помешать самому большому союзу Повелителя. Юстина сталкивается с проблемой с мэром, пока Сетракян разыскивает настоящего владельца Люмена. |            |                                               |                                                                                        |                                |                  |                     |
| 24 | 11         | «Тупик» «Dead End»                            | Фил Абрахам                                                                            | Карлтон Кьюз и Реджина Коррадо | 20 сентября 2015 | 1,42                |
| Датч сражается за жизнь с Айхорстом, пока Фет, Нора и Эф отчаянно ищут её в городе. Сетракян сталкивается со старым знакомым в своих поисках. |            |                                               |                                                                                        |                                |                  |                     |
| 25 | 12         | «Павший свет» «Fallen Light»                  | Винченцо Натали                                                                        | Брэдли Томпсон и Дэвид Уиддл   | 27 сентября 2015 | 1,23                |
| Эфу приходится делать выбор между жизнями жителей всего Нью-Йорка и безопасностью его сына Зака. Тем временем отношения между ним и Норой значительно ухудшаются. Энджел и Гас собирают очень неожиданную команду. |            |                                               |                                                                                        |                                |                  |                     |
| 26 | 13         | «Ночной поезд» «Night Train»                  | Винченцо Натали                                                                        | Карлтон Кьюз и Чак Хоган       | 4 октября 2015   | 1,17                |
| Фет с Сетракяном ведут бой за древний фолиант и обнаруживают нового союзника, которого не ожидали увидеть. Массированная атака грозит сорвать план побега Эфа, Зака и Норы из Нью-Йорка. |            |                                               |                                                                                        |                                |                  |                     |

### Сезон 3 (2016)
| № общий | № в сезоне | Название                                                 | Режиссёр        | Автор сценария                      | Дата премьеры    | Зрители в США (млн) |
| --- | ---------- | -------------------------------------------------------- | --------------- | ----------------------------------- | ---------------- | ------------------- |
| 27 | 1          | «Вперёд, Нью-Йорк!» «New York Strong»                    | Дж. Майлз Дэйл  | Карлтон Кьюз и Чак Хоган            | 28 августа 2016  | 1,35                |
| После смерти Норы и похищения Зака, Эф перестаёт контролировать свою тягу к алкоголю. Но он продолжает работать над биологическим оружием против стригоев. Фет сотрудничает с морскими котиками при зачистке вампирских гнёзд. Сетракян и Куинлан продолжают переводить «Окцидо Люмен». Мастер предлагает Эфу обмен книги на сына. |            |                                                          |                 |                                     |                  |                     |
| 28 | 2          | «Зловещий белок» «Bad White»                             | Дж. Майлз Дэйл  | Дэвид Уэддл и Брэдли Томпсон        | 4 сентября 2016  | 0,99                |
| Эф воссоединяется с Фетом и Сетракяном, однако Куинлан подозревает эпидемиолога в предательстве. Палмер продолжает искать способ продлить свою жизнь. |            |                                                          |                 |                                     |                  |                     |
| 29 | 3          | «Первенец» «First Born»                                  | Кен Джиротти    | Чак Хоган                           | 11 сентября 2016 | 1,11                |
| Во флэшбэках показано прошлое Куинлана, где выясняется что Мастер — его отец, а рожден он был обычной женщиной. |            |                                                          |                 |                                     |                  |                     |
| 30 | 4          | «Мёртв, но не забыт» «Gone But Not Forgotten»            | Кен Джиротти    | Реджина Коррадо                     | 18 сентября 2016 | 0,99                |
| 31 | 5          | «Безумие» «Madness»                                      | Деран Сарафян   | Элизабет Энн Фанг                   | 25 сентября 2016 | 0,88                |
| 32 | 6          | «Битва в Центральном парке» «The Battle of Central Park» | Деран Сарафян   | Брэдли Томпсон и Дэвид Уиддл        | 2 октября 2016   | 0,80                |
| 33 | 7          | «Соучастники» «Collaborators»                            | Т. Дж. Скотт    | Чак Хоган и Глен Уитман             | 9 октября 2016   | 0,82                |
| 34 | 8          | «Белый свет» «White Light»                               | Т. Дж. Скотт    | Реджина Коррадо и Элизабет Энн Фанг | 16 октября 2016  | 0,85                |
| 35 | 9          | «Борись или умри» «Do or Die»                            | Винченцо Натали | Дэвид Уэддл и Брэдли Томпсон        | 23 октября 2016  | 0,94                |
| 36 | 10         | «Падение» «The Fall»                                     | Карлтон Кьюз    | Карлтон Кьюз и Чак Хоган            | 30 октября 2016  | 0,89                |

### Сезон 4 (2017)
| № общий | № в сезоне | Название                              | Режиссёр       | Автор сценария               | Дата премьеры    | Зрители в США (млн) |
| ------- | ---------- | ------------------------------------- | -------------- | ---------------------------- | ---------------- | ------------------- |
| 37      | 1          | «Извивающийся червь» «The Worm Turns» | Дж. Майлз Дэйл | Карлтон Кьюз и Чак Хоган     | 16 июля 2017     | 1,44                |
| 38      | 2          | «Налог на кровь» «The Blood Tax»      | Дж. Майлз Дэйл | Лиз Пханг                    | 23 июля 2017     | 0,91                |
| 39      | 3          | «Один выстрел» «One Shot»             | Кевин Даулинг  | Брэдли Томпсон и Дэвид Уиддл | 30 июля 2017     | 0,86                |
| 40      | 4          | «Новые горизонты» «New Horizons»      | Кевин Даулинг  | Микки Фишер                  | 6 августа 2017   | 1,17                |
| 41      | 5          | «Брюхо зверя» «Belly of the Beast»    | Норберто Барба | Джефф Уодлоу                 | 13 августа 2017  | 0,93                |
| 42      | 6          | «Порочная любовь» «Tainted Love»      | Норберто Барба | Пол Кебельс                  | 20 августа 2017  | 0,79                |
| 43      | 7          | «Уроборос» «Ouroboros»                | Томас Картер   | Энди Изер                    | 27 августа 2017  | 0,89                |
| 44      | 8          | «Вызволение» «Extraction»             | Пако Кабезас   | Лиз Пханг                    | 3 сентября 2017  | 1,01                |
| 45      | 9          | «Предатель» «The Traitor»             | Дженнифер Линч | Дэвид Уиддл и Брэдли Томпсон | 10 сентября 2017 | 0,84                |
| 46      | 10         | «Последняя битва» «The Last Stand»    | Дж. Майлз Дэйл | Чак Хоган и Карлтон Кьюз     | 17 сентября 2017 | 1,00                |